# 고군산로
고군산로(Gogunsan-ro)는 새만금방조제와 고군산군도의 주요 섬들(신시도, 무녀도, 선유도, 장자도)을 연결하는 왕복 2차선 도로이다.
국도 제4호선 중 전북특별자치도 군산시 옥도면 신시도리 신시1교차로부터 장자도리까지를 가리키며, 고군산연결도로라고도 한다.

## 역사
고군산로는 2007년 직도 사격장(피도, 옥도면 말도리 178-3 등) 허가의 보상차원에서 2009년부터 건설되었는데, 당초에는 2013년 말에 개통할 계획이었으나 국비 지원의 차질과 시공사의 부도 등으로 인하여 공사가 지연되어 계획보다 4년이 늦어졌다.
2016년 7월 5일에 새만금방조제부터 무녀도의 무녀교까지의 구간이 개통되었고, 2017년 12월 28일에 전 구간이 완전 개통되었다.

## 구성
고군산로는 5개의 연도교(連島橋)와 1개의 해안교, 1개의 터널로 연결되어 있는데, 6개의 다리 명칭은 국가지명위원회가 2016년 10월 20일에 일괄 확정하였다.

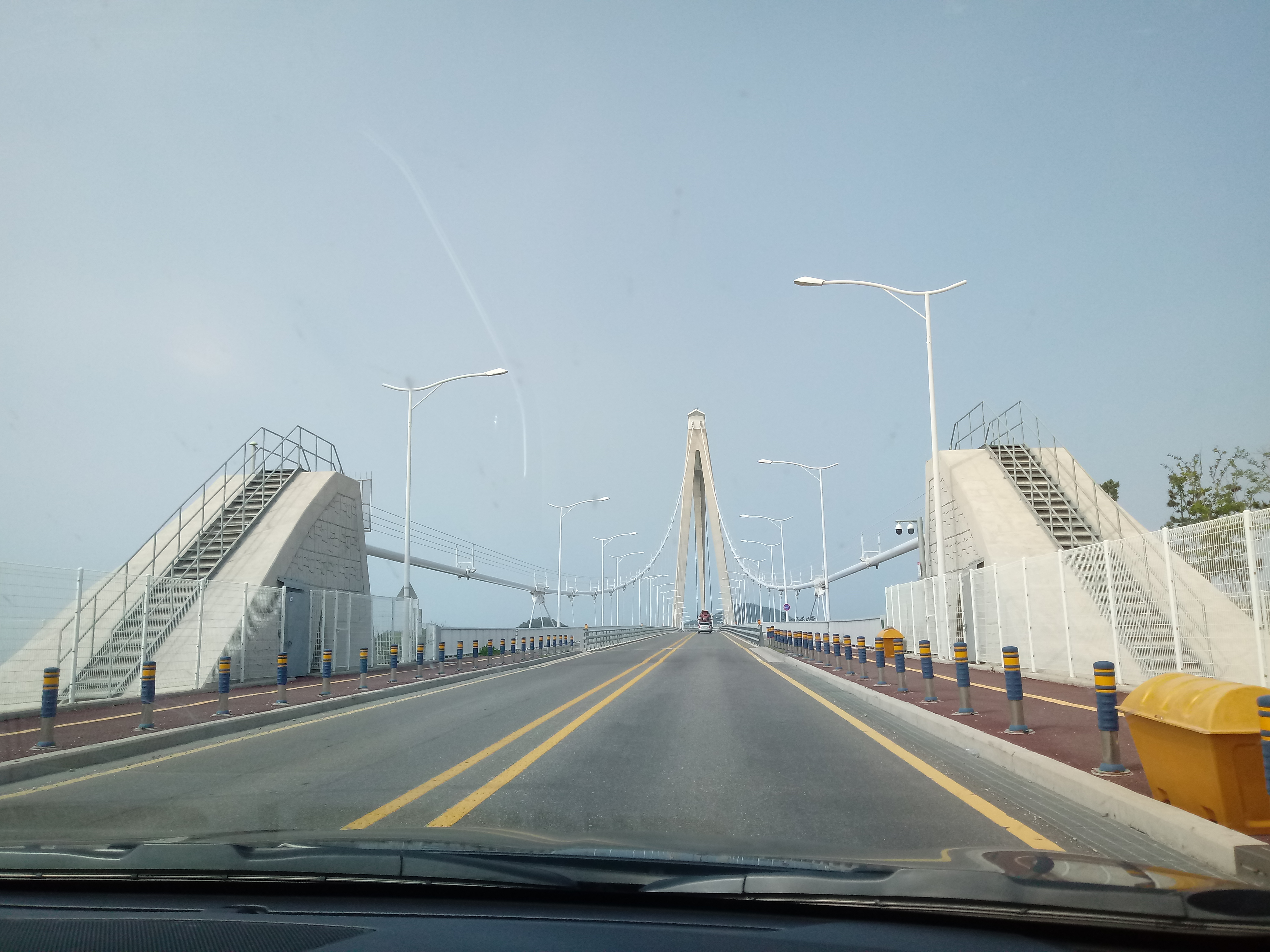
고군산대교. 2018년 6월

- 신시해안교 : 길이 400 m, 폭 16.5 m (신시도의 동북부 해안, PSCI교)
- 신시교 : 길이 450 m, 폭 17 m (신시도 ~ 단등도, PSCB교)
- 고군산대교 : 길이 400 m, 폭 17 m (남끝섬 ~ 단등도, 1주탑 현수교)
- 무녀교 : 길이 220 m, 폭 17 m (무녀도 ~ 남끝섬, PSCB교)
- 선유교 : 길이 300 m, 폭 16.5 m (선유도~ 무녀도, 3경간 닐슨아치교)
- 장자교 : 길이 295 m, 폭 20.5 m (장자도 ~ 선유도, 2주탑 사장교)
- 선유터널 : 길이 117 m (선유도)
- 일반도로 : 폭 15.5 m

## 같이 보기
- 고군산대교
- 고군산군도